# Reichenstraße 1 (Boizenburg)
Das Wohn- und Geschäftshaus Reichenstraße 1 Ecke Markt in Boizenburg/Elbe (Mecklenburg-Vorpommern) ist eines der älteren Fachwerkgebäude im Ort. Das Gebäude steht unter Denkmalschutz.

## Geschichte
Das zweigeschossige barocke Fachwerkhaus mit Ausfachungen aus Backsteinen stammt als Kaufmannshaus aus dem 18. Jahrhundert. Das Haus wurde in den 1990er-/2000er-Jahren im Rahmen der Städtebauförderung saniert.
Die Stadt hat neben dem Rathaus viele weitere Fachwerkhäuser, wie z. B. Reichenstraße 15 und 17, Wallstraße 32, Große Wallstraße 11 und 19, Königstraße 23 und 24, in Fiefhusen oder am Bollenberg und den Barock-Pavillon am Wall.